# 布尔东
布尔东（法語：Bourdon，法語發音：[buʁdɔ̃]）是法国上法蘭西大區索姆省的一个市镇，属于亚眠区。

## 地理
布尔东（49°59'15"N, 2°4'32"E）面积6.97 平方千米，位于法国上法蘭西大區索姆省，该省份为法国北部沿海省份，北起加来海峡省和北部省，西接滨海塞纳省和大西洋英吉利海峡，南至瓦兹省，东临埃纳省。
与布尔东接壤的市镇（或旧市镇、城区）包括：伊泽、索姆河畔贝卢瓦、克鲁伊-圣皮埃尔、弗利克斯库尔、索姆河畔昂热斯特。
布尔东的时区为UTC+01:00、UTC+02:00（夏令时）。

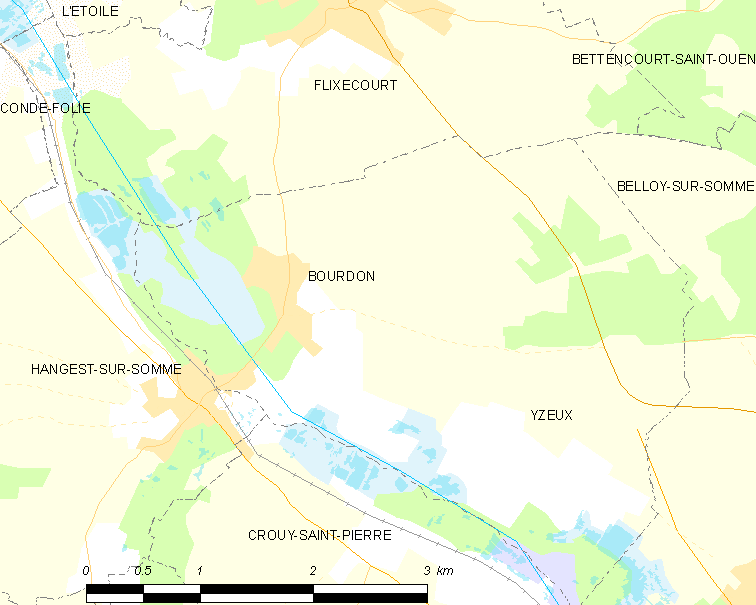
布尔东的OSM定位图

## 行政
布尔东的邮政编码为80310，INSEE市镇编码为80123。

## 政治
布尔东所属的省级选区为索姆河畔阿伊县。

## 人口

1962-2008年间布尔东人口变化图示

布尔东于2022年1月1日时的人口数量为374人。